# Sinaechinocyamus
Taiwanasteridae
Famille
Genre
Sinaechinocyamus est un genre d'oursins irréguliers, le seul de la famille des Taiwanasteridae.

## Caractéristiques
Le test ne dépasse pas 1 cm de diamètre, et est de forme presque quadrangulaire, avec un périprocte en position dorsale. La série de plaques interambulacrales biseriales distingue ce taxon des Laganiformes.

## Liste des taxons de rang inférieur
Liste des espèces selon World Register of Marine Species (5 avril 2022) :
- Sinaechinocyamus mai (Wang, 1984) (Taïwan)
- Sinaechinocyamus planus Liao, 1979 (mer de Chine)

Auxquelles l’Echinoid Directory ajoute deux espèces fossiles : 
- Taiwanaster kutingkenginsis Wang, 1984c (Pliocène, Taiwan)
- Taiwanaster pitouensis Wang 1984 (Pliocène, Taiwan)

## Publications originales
- Famille des Taiwanasteridae :
  - (en) C. C. Wang, « New classification of clypeasteroid echinoids », Proceedings of the Geological Society of China, Taïwan, vol. 27,‎ 1984, p. 119-152 (ISSN 0431-2155).
- Genre Sinaechinocyamus :
  - (zh) Liao, Y., « A new genus of clypeasteroid sea-urchin from Huang Hai », Oceanologia et limnologia Sinica, Chine, vol. 10,‎ 1979, p. 67-72 (ISSN 0029-814X, lire en ligne).